# Serhij Onopko
Serhij Sawelijowycz Onopko, ukr. Сергій Савелійович Онопко, ros. Сергей Савельевич Онопко, Siergiej Sawieljewicz Onopko (ur. 26 października 1973 w Woroszyłowgradzie) – ukraiński piłkarz, grający na pozycji pomocnika, a wcześniej napastnika.

## Kariera piłkarska

### Kariera klubowa
Starszy brat Wiktor Onopko również grał w piłkę nożną. W 1990 rozpoczął karierę piłkarską w Szachtarze Donieck, w którym spędził 8 lat. Latem 1998 przeszedł do SK Mikołajów, a już zimą do Worskły Połtawa. W rundzie wiosennej sezonu 2004/05 występował w azerskim İnter Baku, ale latem wrócił do Ukrainy, gdzie rozegrał jeden mecz w klubie Hirnyk Krzywy Róg, po czym do końca roku bronił barw Dnipra Czerkasy, w którym zakończył karierę klubową.

## Sukcesy i odznaczenia

### Sukcesy klubowe
- wicemistrz Ukrainy: 1994, 1997, 1998

### Sukcesy indywidualne
- 6. miejsce w klasyfikacji strzelców Mistrzostw Ukrainy: 1994